# Johanne af Kastilien
Johanne af Kastilien (6. november 1479 - 12. april 1555) var dronning af Kastilien og Aragonien i det senere Spanien. Hun kaldes også Johanna den Vanvittige (spansk: Juana la Loca). Johanna var den sidste hersker af huset Trastámara, og med hendes ægteskab med Filip (den smukke) af Burgund begyndte habsburgernes regeringstid i Spanien. Hun var moder til kejser Karl V og Elisabeth af Habsburg.

## Barndom
Johanna blev født i Toledo (Spanien), hovedstaden i kongeriget Kastilien. Hun var datter af Isabella 1. af Kastilien og Ferdinand 2. af Aragonien begge af huset Trastámara. Hun var et intelligent barn og lærte sig alle iberiske sprog samt fransk og latin. Samtidig var hun en så fin og reserveret ung kvinde, at det vakte opmærksomhed.

## Ægteskab
16 år gammel blev hun forlovet med Filip af Burgund, og i 1496 giftede de sig. Med Filip fik hun seks børn: to blev kejsere og fire blev dronninger. Johanna skal have elsket sin ægtemand meget, og hans sidespring og forsøg på at frarøve hende arveretten gik hende stærkt på.
Da hendes to ældre søskende, Johan (fyrste af Asturien) og Isabella (dronning af Portugal),  og  Isabellas søn Miguel døde, blev Johanna arving til de spanske kongeriger. Hendes to yngre søskende var Maria (dronning af Portugal) og Katarina (dronning af England). Den kastilianske Cortes anerkendte i 1502 Johanna som arving til Kastiliens trone, og hun fik titlen fyrstinde af Asturien. Samme år svor den aragonske Cortes troskab til hende.

## Dronning af Kastilien
Da hendes mor, Isabella I, døde i november 1504, blev Johanna regerende dronning af Kastilien. Filip blev konge iure uxoris (i kraft af sin hustru). Johannas fader, Ferdinand II, ophørte samtidig med at være konge af Kastilien, men Isabellas testamente gav ham ret til at styre, når Johanna var fraværende eller uden vilje til selv at herske, til Karl I, den fremtidige Karl V af det tysk-romerske rige, blev 20 år. Ferdinand ignorerede det og titulerede sig selv konge af Kastilien, med sin datter Johanna som dronning. I 1505 fik han Cortes til at gøre ham til formynder for den stadig mere sindssyge Johanna, men mødte modstand fra Filip. De prægede begge mønter med sig selv som konge af Kastilien og Johanna som dronning.

### Striden om kronen
Ferdinand forsøgte at vinde fransk støtte ved at gifte sig med Germaine de Foix, Ludvig XIIs niece, men det gjorde bare Filip mere populær. I januar 1506 forlod han Flandern sammen med sin kone, og drog mod Kastilien. De forliste ud for Englands kyst og opholdt sig der som Henrik VIII og Katarina af Aragóns gæster. De rejste først videre 21. april og kom hjem til en gryende borgerkrig. Filip kan have planlagt at gå i land i Andalusien for at samle støtte mod Ferdinand blandt adelen der, men valgte i stedet La Coruña på nordvestkysten af den iberiske halvø. Her gik den kastilianske adel over til Filip, og da denne endelig mødte sin svigerfar den 20. juni 1506, frasagde Ferdinand sig kravet på Kastilien. De blev enige om at udelukke Johanna fra statsstyret på grund af hendes mentale tilstand. Imidlertid gik Ferdinand straks fra aftalen, og selv om han trak sig ud af Kastilien, holdt han fast på retten til at gribe ind på sin datters vegne.

### Filips død
Den 9. juli 1506 blev Filip og Johanna kronet til konge og dronning af Kastillen og León. 25. september samme år døde Filip pludselig af tyfus, mens han opholdt sig i Burgos (det gik rygter om, at han skulle være blevet forgiftet på Ferdinands ordre). Johanna var da svanger med deres 6. barn. Hun forsøgte at styre landet selv, men uroen voksede; et regentkoncil under Ximénes de Cisneros, ærkebiskop af Toledo, kunne ikke bringe landet under kontrol. Hungersnød og pest tog livet af store dele af befolkningen, måske endda halvdelen. Kong Ferdinand vendte tilbage til Kastilien i juli 1507; hans indtog faldt sammen med, at pesten og hungersnøden aftog i styrke, hvorfor mange fik indtryk af, at hans genkomst havde bragt landet held.

### Ferdinand II's forstanderskab
Ferdinand mødte Johanna i Hornillos 30. juli 1507. Han pressede hende til at give magten over Kastilien fra sig, hvilket hun modstræbende gik med til, men hun nægtede at underskrive afståelsen. Herefter fungerede hun som dronning af navn og blev rigsforstander af Kastilien i 1510. Johanna blev sendt til Santa Clara-klostret i Tordesillas, hvor hun ifølge enkelte kilder medbragte sin døde husbonds lig.

## Dronning af Kastilien og Aragón
Heller ikke ved sin anden hustru fik Ferdinand en mandlig arving, og dermed tilfaldt hans riger Johanna ved hans død. Han brød sig ikke om dattersønnen Karl I, som var født og opvokset i Flandern, og ville først gøre Karls lillebror Ferdinand til arving. Imidlertid lod han sig overtale til at ændre beslutningen, og da han døde i 1516, blev kongedømmerne Kastilien, León og Aragón samt deres oversøiske besiddelser, overladt Johanna og Karl. Mens Karl endnu var i Flandern, blev Aragón styret af Ferdinand II's uægte søn Alonso de Aragón, mens Kastilien og León fremdeles blev administrerede af ærkebiskoppen af Toledo. En gruppe adelsmænd under ledelse af hertugen af Infantado forsøgte at gøre Johannas nevø prins Ferdinand til konge, men det mislykkedes.
I 1517 ankom Karl I til Asturien ved Biscayabugten. 4. november mødte han og hans søster Eleonore Johanna i Tordesillas. Hun lod Karl regere sammen med sig som medkonge, men fortsatte selv sit tilbagetrukne liv. Den kastilianske Cortes viste sin misbilligelse mod Karl ved at titulere ham Deres højhed i stedet for Deres majestæt, som de forbeholdt Johanna. Imidlertid anså ingen hende for at være i stand til at styre.

## Comunerosoprøret
I 1520 brød Comunerosoprøret ud. Oprørerne modsatte sig det, de opfattede som en fremmed hersker. For at give oprøret legitimitet vendte de sig til Johanna, som formelt  var den egentlige hersker. Hun var ikke uden velvilje, men af frygt for, at en støtteerklæring til oprørerne ville skade både landet og hendes søn, afstod hun fra at give den. Året efter sejrede Karl I i slaget ved Villalar, og dermed var oprøret ovre.

## Senere liv
Karl lod sin moder være indespærret i Santa Clara-klostret resten af hendes liv. Opholdet tærede hårdt på hendes mentale og fysiske helbred. Hun frygtede, at nogen af nonnerne ville tage livet af hende og havde problemer med at spise, sove, bade og klæde sig på.
Mod slutningen af livet var hendes helbred meget dårligt, og hun havde svært ved at bevæge sig. Langfredag, 12. april, 1555 døde hun, 75 år gammel. Hun blev gravlagt i det kongelige kapel i Granada sammen med sine forældre, sin ægtemand og sin nevø Miguel de la Paz. 
I Tordesillas kan man besøge klostret, hvor hun blev holdt indespærret i 50 år, og der findes en statue af hende.